# Metagonia cara
Metagonia cara is een spinnensoort uit de familie trilspinnen (Pholcidae). De soort komt voor in Belize.